# Сайм, Брент
Брент А. Сайм (англ. Brent A. Syme; род. 23 октября 1956, Калгари, Альберта) — канадский кёрлингист.
Играл на позиции первого.
В составе мужской сборной Канады участвовал в демонстрационном турнире по кёрлингу на зимних Олимпийских играх 1988, стал бронзовым призёром.
В 1992 году ввёден в Зал славы канадского кёрлинга.

## Достижения
- Кёрлинг на зимних Олимпийских играх: бронза (1988).
- Чемпионат мира по кёрлингу среди мужчин: золото (1986).
- Чемпионат Канады по кёрлингу среди мужчин: золото (1986), серебро (1983), бронза (1984).
- Канадский олимпийский отбор по кёрлингу: золото (1987).

## Команды
| Сезон   | Четвёртый           | Третий        | Второй      | Первый     | Запасной  | Турниры              |
| ------- | ------------------- | ------------- | ----------- | ---------- | --------- | -------------------- |
| 1980—81 | Эд Лукович          | Майк Чернофф  | Нил Хьюстон | Брент Сайм |           |                      |
| 1982—83 | Эд Лукович          | Майк Чернофф  | Нил Хьюстон | Брент Сайм |           | ЧК 1983              |
| 1983—84 | Эд Лукович          | Джон Фергюсон | Нил Хьюстон | Брент Сайм |           | ЧК 1984              |
| 1985—86 | Эд Лукович          | Джон Фергюсон | Нил Хьюстон | Брент Сайм | Уэйн Харт | ЧК 1986 · ЧМ 1986    |
| 1987—88 | Эд Лукович          | Джон Фергюсон | Уэйн Харт   | Брент Сайм |           |                      |
| 1988    | Эд Лукович          | Джон Фергюсон | Нил Хьюстон | Брент Сайм | Уэйн Харт | КООК 1987 · ЗОИ 1988 |
| 1988—89 | Эд Лукович          | Джон Фергюсон | Уэйн Харт   | Брент Сайм |           |                      |
| 2009—10 | Harold Breckenridge | Bob Genoway   | Брент Сайм  | Gord Dewar |           |                      |

(скипы выделены полужирным шрифтом)